# لیمریک
شهر لیمریک (به انگلیسی: Limerick) با جمعیت ۵۲٫۵۶۰ نفر در شهرستان لیمریک در کشور جمهوری ایرلند واقع شده‌است.
بخشی از داستان خاکسترهای آنجلا از فرانک مک‌کورت در این شهر اتفاق افتاده است.

## نگارخانه

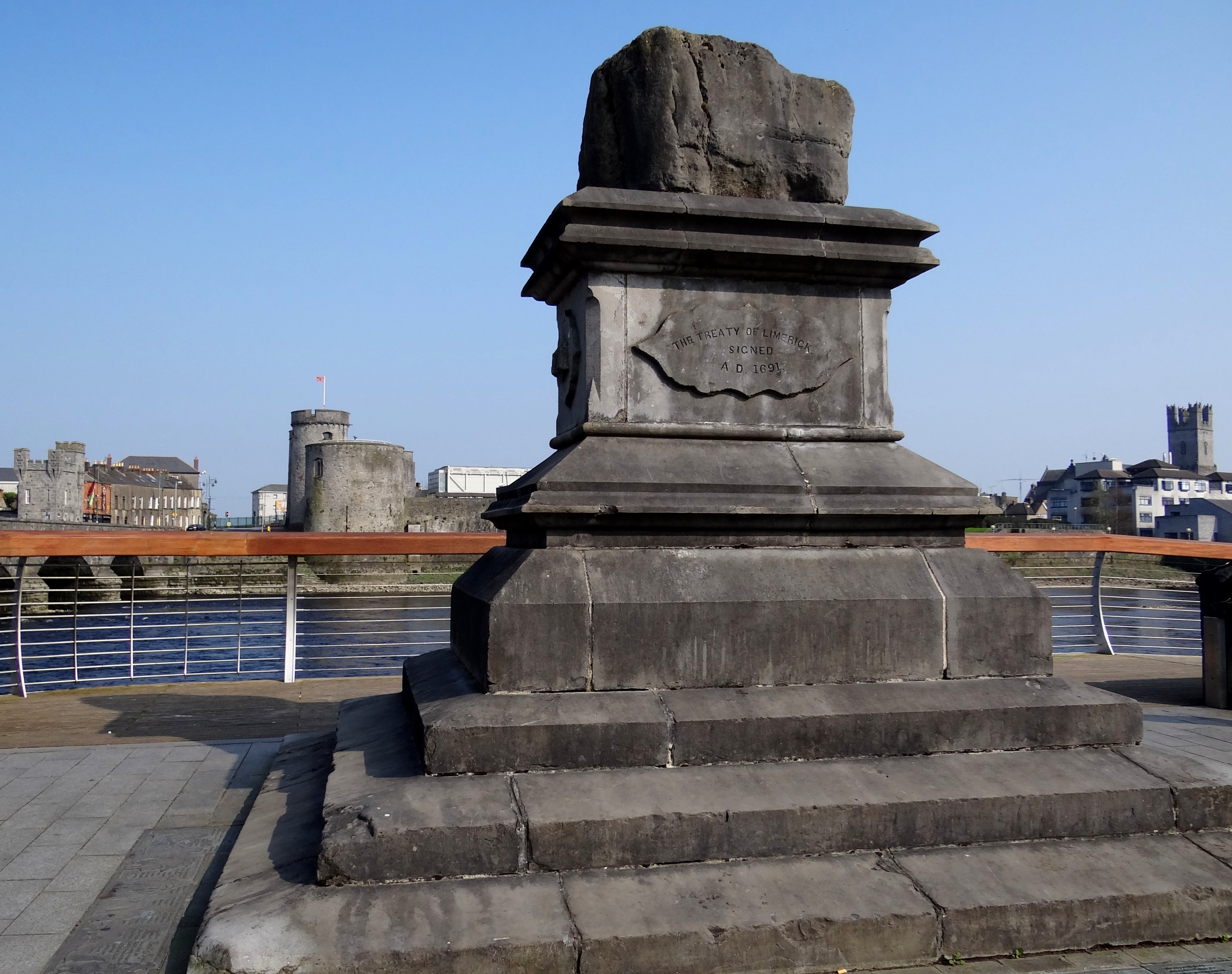